# Cộng hòa Xã hội chủ nghĩa Xô viết Litva (1918–1919)
Cộng hòa Xã hội chủ nghĩa Xô viết Litva là quốc gia Xô viết trong giai đoạn đoạn ngắn ngủi tuyên bố trên ngày 16 Tháng 12 năm 1918, bởi chính phủ cách mạng lâm thời do Vincas Mickevičius-Kapsukas. Nó đã không còn tồn tại vào ngày 27 tháng 2 năm 1919, khi nó được sáp nhập với Cộng hòa Xã hội chủ nghĩa Xô viết Byelorussia để thành lập Cộng hòa Xã hội chủ nghĩa Xô viết Litva–Belorussia (Lit-Bel). Trong khi những nỗ lực đã được thực hiện để đại diện cho LSSR như một sản phẩm của một cuộc cách mạng xã hội chủ nghĩa được người dân địa phương ủng hộ, thì phần lớn nó là một thực thể được tổ chức ở Moskva được tạo ra để biện minh cho Chiến tranh Xô viết Litva. Như một sử gia Liên Xô đã mô tả nó như sau: "Thực tế là Chính phủ Liên Xô Nga đã công nhận một nước Cộng hòa Litva trẻ tuổi đã vạch mặt sự dối trá của Hoa Kỳ và đế quốc Anh mà Nga Xô viết cáo buộc nhằm mục đích bạo lực đối với các nước Baltic". Litva nói chung không ủng hộ các nguyên nhân của Liên Xô và tập hợp cho chính quốc gia của họ, được tuyên bố độc lập vào ngày 16 tháng 2 năm 1918, bởi Hội đồng Litva.